# Maciej Walerian z Warszawy
Maciej Walerian z Warszawy OP (ur. ?, zm. w 1547) – polski duchowny rzymskokatolicki, dominikanin, pisarz, biskup pomocniczy kujawsko-pomorski.

## Życiorys
Był pisarzem zajmującym się tworzeniem literatury hagiograficznej.
5 października 1543 papież Paweł III prekonizował go biskupem pomocniczym kujawsko-pomorskim oraz biskupem in partibus infidelium margaryteńskim. Brak informacji kto i kiedy udzielił mu sakry biskupiej.

## Dzieła
- Divi Hyacinthi poloni fratris ordinis praedicatorum vita - dzieło poświęcone życiu św. Jacka, niezachowane do naszych czasów[3].